# Йонен радиус
| Йон  | Йонен радиус (pm) |
| ---- | ----------------- |
| H−   | 154               |
| F−   | 133               |
| Cl−  | 181               |
| O2−  | 140               |
| S2−  | 184               |
| Li+  | 76                |
| Na+  | 102               |
| K+   | 138               |
| NH4+ | 143               |
| Cu+  | 77                |
| Ag+  | 115               |
| Au+  | 137               |

Йонен радиус представлява радиусът на атомен йон, който се използва за изчисляване на междуатомни разстояния в йонни съединения. Въпреки че нито атомите, нито йоните имат резки граници, понякога те се разглеждат като твърди сфери с такива радиуси, че сборът от йонните радиуси на катион или анион дава разстоянието между йоните в кристална решетка. Обикновено йонният радиус се записва или в пикометри (pm) или ангстрьоми (Å), като 1 Å = 100 pm. Обичайните стойности варират от 30 pm (0,3 Å) до над 200 pm (2 Å).
Йонният радиус зависи от много фактори, сред които заряда, размера на ядрото, количеството електрони в електронната обвивка, плътността ѝ и други.
Разстоянието между два йона в даден йонен кристал може да се определи чрез рентгенова кристалография, която може да определи дължините на страните на единична клетка в кристал. Например дължината на всеки ръб на единична клетка натриев хлорид е 564,02 pm. Всеки ръб на единична клетка може да се разглежда с подредба на атомите Na+∙∙∙Cl−∙∙∙Na+, така че ръбът е два пъти по-дълъг от разстоянието Na-Cl. Следователно разстоянието между йоните Na+ и Cl− е половината на 564,02 pm, което е 282,01 pm. Въпреки че рентгеновата кристалография дава разстоянието между йоните, тя не показва къде е границата между тези йони, така че не дава директно йонния радиус.